# زهیر مراد
زُهَیر مُراد طراح لباس لبنانی و بنیان‌گذار برند و خانه مدِ Zuhair Murad است. شهرت زهیر مراد در طراحی لباس‌های شب زنانه، اوت کوتور و نیز لباس عروس با دوخت سفارشی است، ولی پوشاک آماده، کیف و کفش نیز از تولیدات برندِ وی هستند.

## زندگی و فعالیت حرفه‌ای
زهیر مراد در سال ۱۹۷۱ در یک خانوادهٔ مارونی‌ در بیروت متولد و در بعلبک بزرگ شد. او که از کودکی آرزو داشت از این دنیا به دنیای تخیلات بگریزد، طراحی پیراهن را از ۱۰ سالگی آغاز کرد و از آن زمان تاکنون به این هنر مشغول است. به گفتهٔ خودش: «روزی را در زندگیم به یاد نمی‌آورم که قلم در دست نداشته باشم».
کمی پس از پایان دبیرستان، مراد لبنان را به مقصد پاریس ترک کرد و در این شهر مدرک خود را در رشته مد دریافت نمود. وی در سال ۱۹۹۵ به لبنان بازگشت و در سال ۱۹۹۷ اولین آتلیه خود را در این شهر بازگشایی نمود که پذیرای مشتریان خصوصی بود.
مراد در سال ۱۹۹۹ برای اولین بار در شوی لباس رم حضور پیدا کرد و مجموعهٔ بی‌نظیرش موجب شد که برای حضور در افتتاحیهٔ رسمی فستیوال سال ۲۰۰۱ رم انتخاب شود. کمی پس از آن مراد به عنوان یکی از بهترین طراحان لباس در ایتالیا شهرت پیدا کرد. در همین سال مراد برای اولین بار مجموعهٔ لباس‌های شب‌اش را در هفتهٔ مد لباس‌ با دوخت سفارشی در پاریس ارائه نمود که این مجموعه توجه منابع خبری بین‌المللی را به او و برند «زهیر مراد» جلب نمود. مارک «زهیر مراد» نه تنها برندی مطرح در بهترین شوهای لباس در ایتالیا است، بلکه در پاریس و نیز در سایر شهرهای مهم دنیا در زمینهٔ مد جایگاهی ویژه برای خود کسب نموده‌است.
لباس‌های طراحی‌شده توسط زهیر مراد بر روی فرش قرمز و بر تن بسیاری از خوانندگان، هنرپیشگان و ستارگان دیده شده‌اند که از این میان می‌توان به این افراد اشاره کرد: جنیفر لوپز، سوفیا ورگارا، سارا جسیکا پارکر، کیتی پری، لینا هیدی، اسکارلت جوهانسون، کریستن استوارت، میشل رودریگز، دیتا ون تیز، الساندرا آمبروزیو و ریتا اورا.

## خصوصیات ویژه لباس‌های برند زهیر مراد
ویژگی خاص برند «زهیر مراد» مهارت در دوخت لباس‌های ظریف با گل‌دوزی و جزئیات فراوان است. تقریباً در تمامی لباس‌های مجموعه دوخت سفارشی وی از پولک و سنگ‌های قیمتی با مهارتی خاص استفاده شده. این جزئیات درخشان بر روی پارچه‌هایی نفیس همچون ابریشم، کرپ و طل که از ظرافت بسیاری برخوردارند، با استادی دوخته می‌شود. در کنار این جزئیات، برش‌های خاص و استادانهٔ این لباس‌ها، نقش مهمی در یکپارچگیشان ایفا می‌کنند.

## نگارخانه
نمونه‌هایی از لباس‌های طراحی‌شده توسط زهیر مراد:

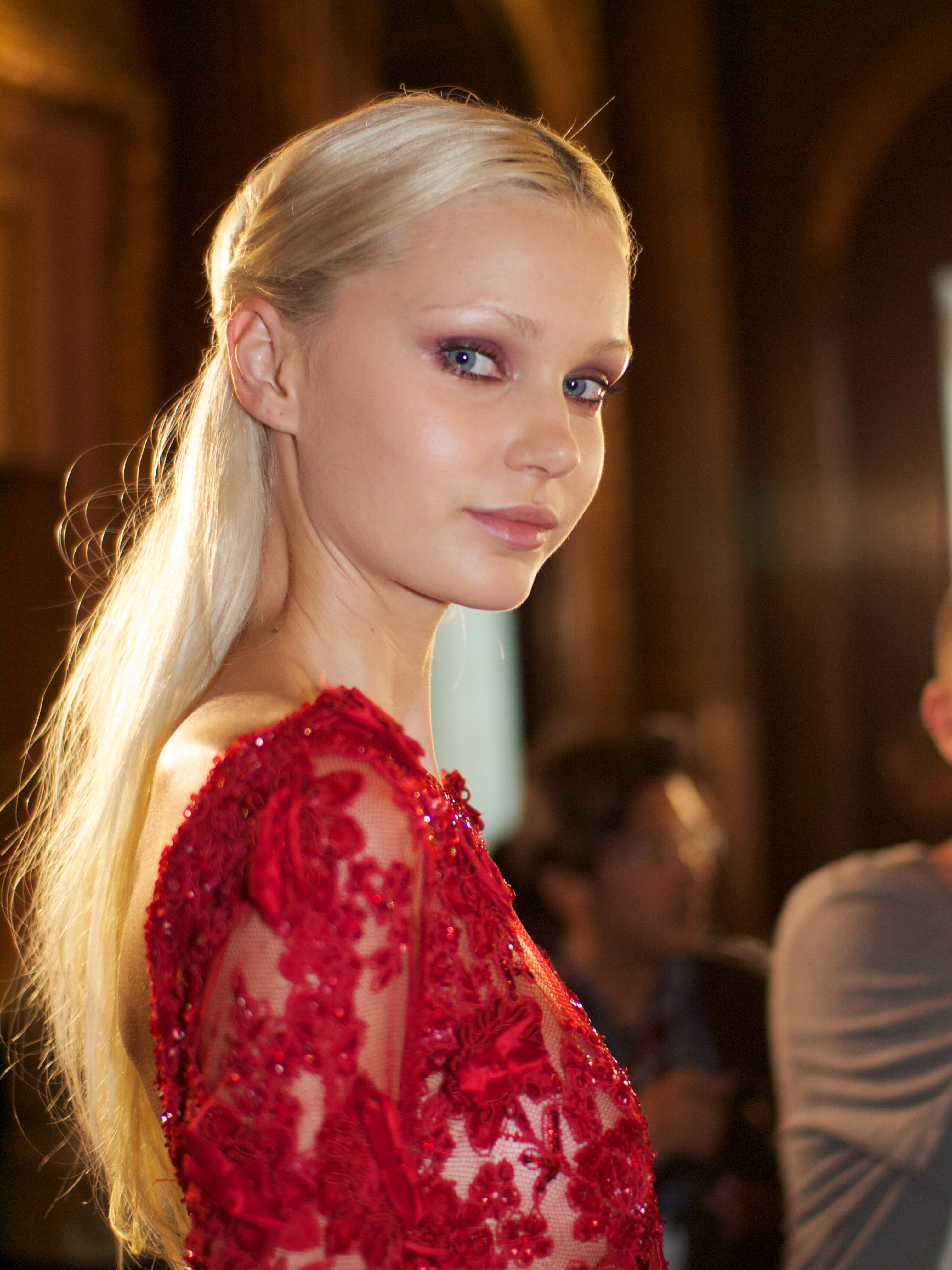
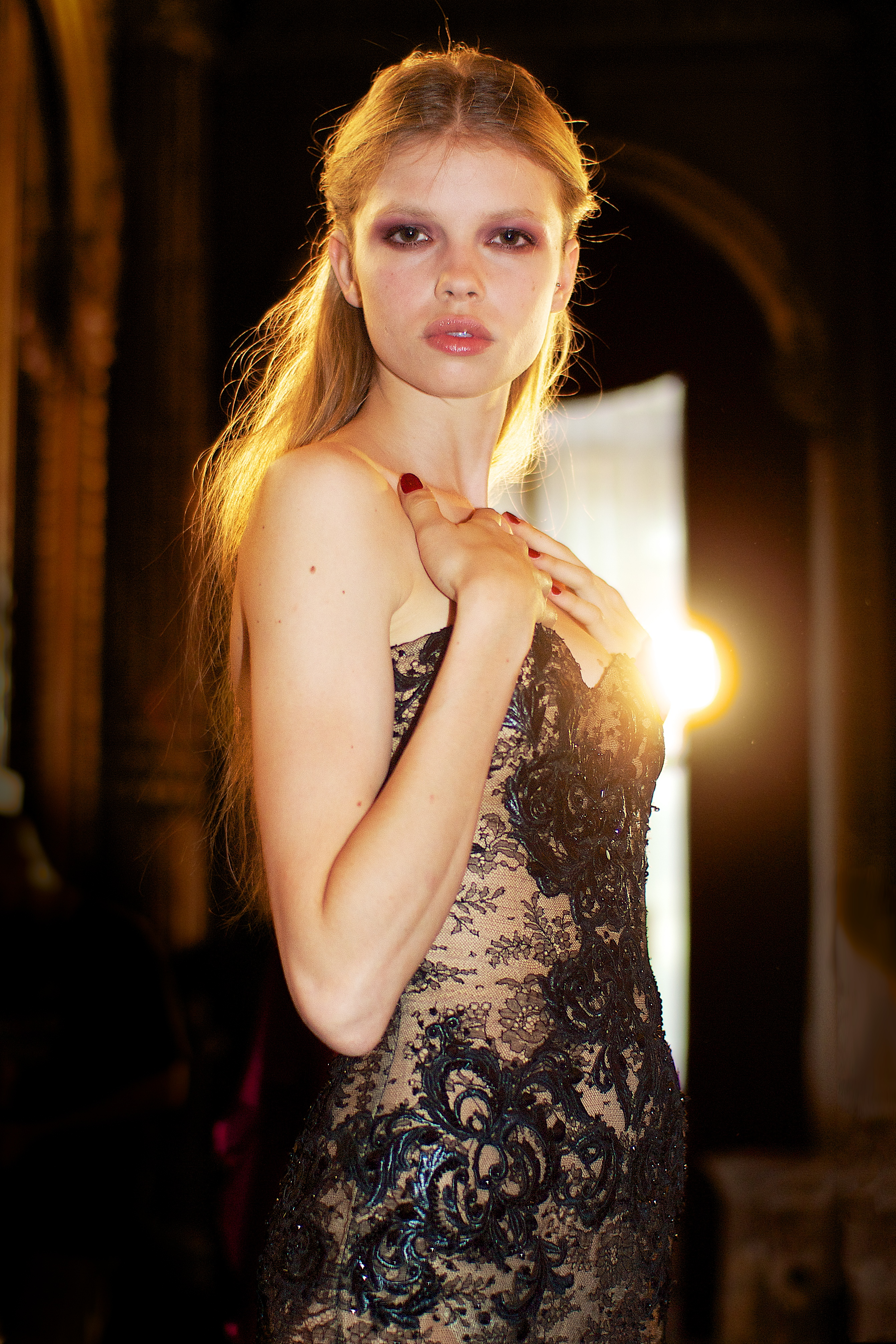
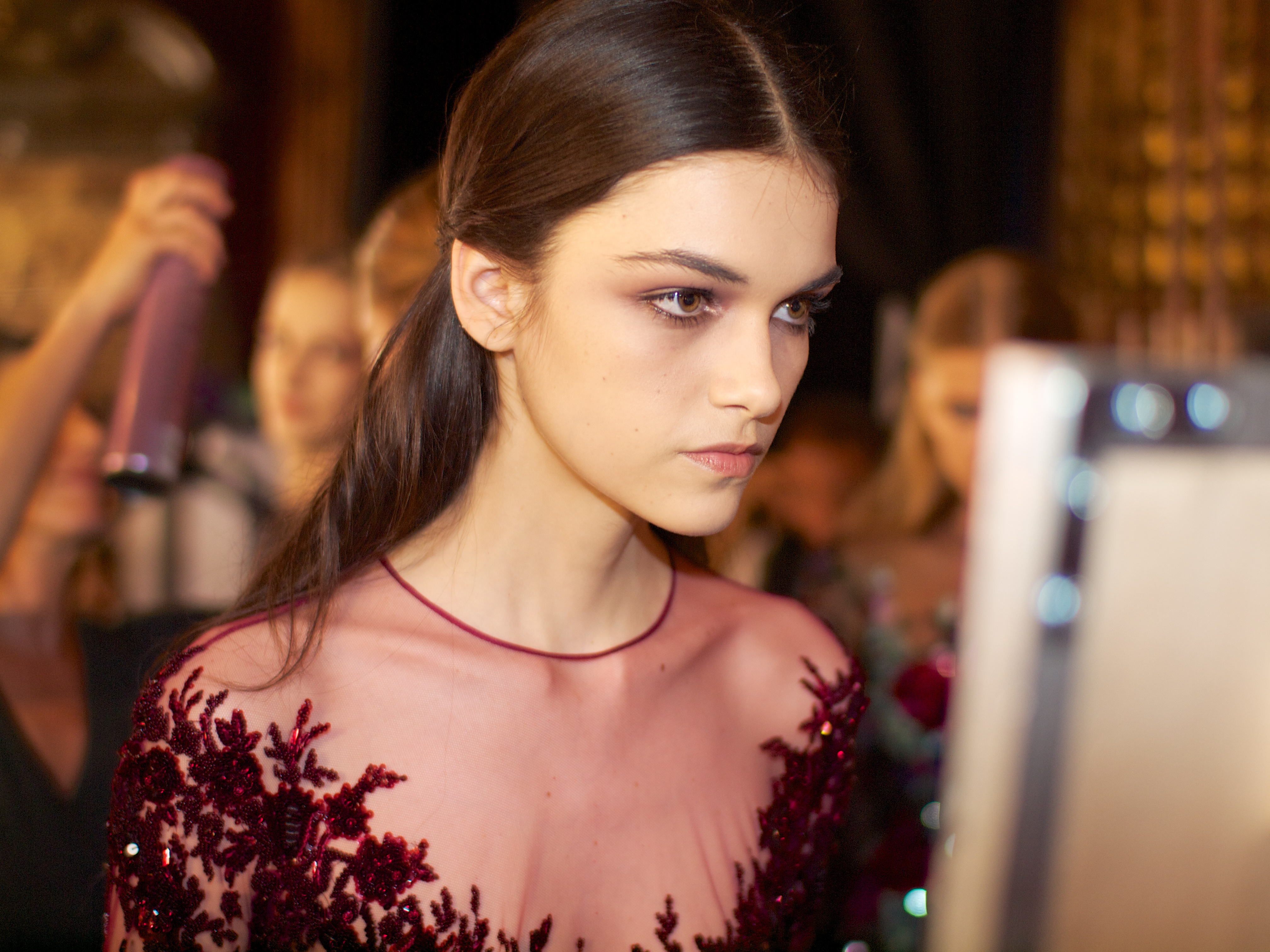
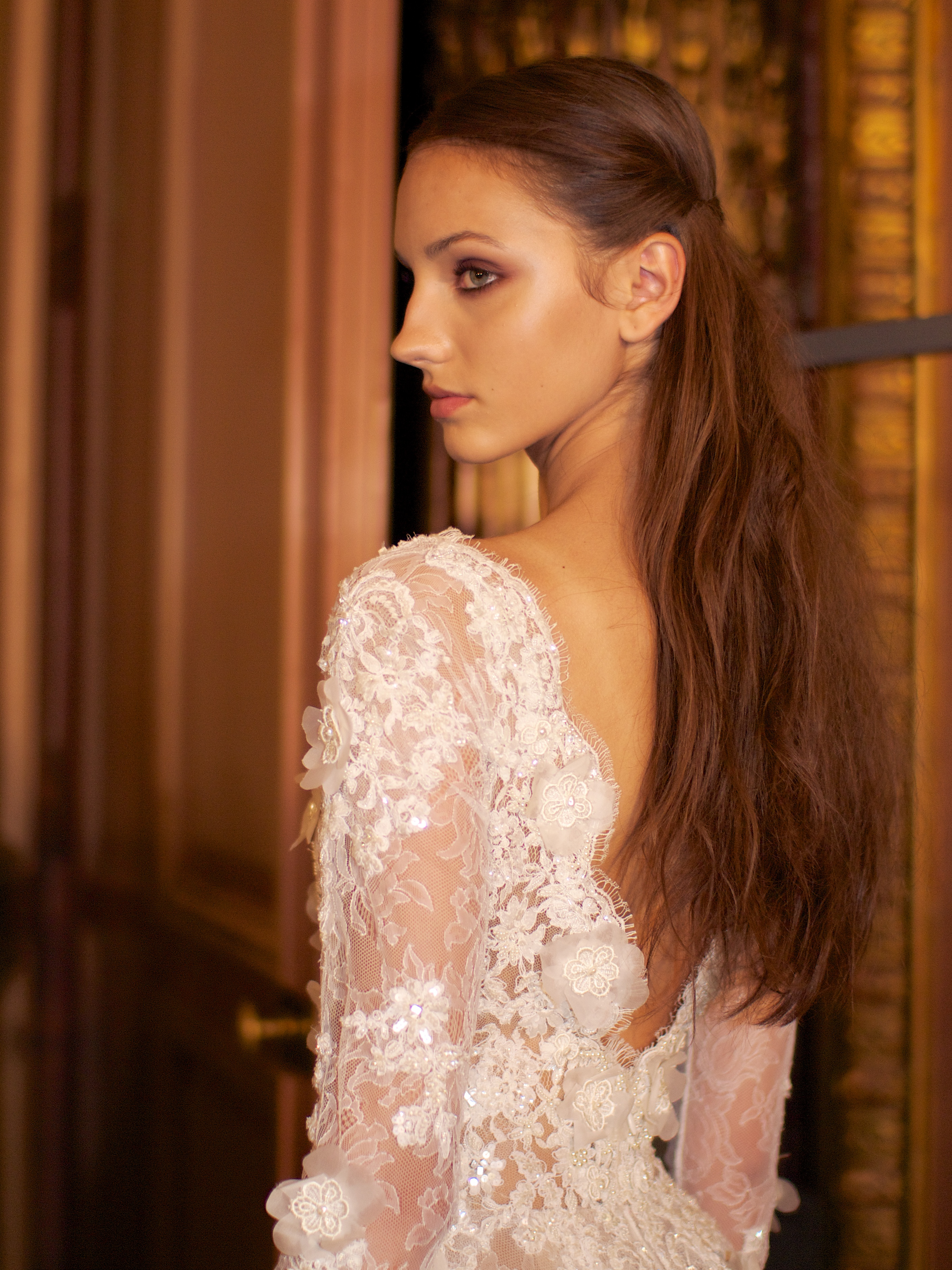